# فريد رودريجيز
فريد رودريجيز (بالإنجليزية: Fred Rodriguez) مواليد 3 سبتمبر 1973 في بوغوتا، هو دراج أمريكي في صنف سباق الدراجات على الطريق.

## سجل النتائج

### سباقات أو مراحل فاز بها
- طواف سويسرا
- طواف إيطاليا

## وصلات خارجية
- الموقع الرسمي

## روابط خارجية
- فريد رودريجيز على موقع الاتحاد الدولي للدراجات (الإنجليزية)
- فريد رودريجيز على موقع أرشيف الدراجات (الإنجليزية)
- فريد رودريجيز على موقع إحصائيات الدراجات الإحترافية (الإنجليزية)
- فريد رودريجيز على موقع نسبة الدراجات (الإنجليزية)
- فريد رودريجيز على موقع CycleBase (الإنجليزية)
- فريد رودريجيز على موقع أوليمبيديا (الإنجليزية)